# Enfant terrible
Enfant terrible (del francés: niño terrible) es una expresión de sentido figurado que se refiere a una persona brillante, rebelde y transgresora, cuyas opiniones y creaciones se apartan de la ortodoxia, son innovadoras o de vanguardia en el arte. Proviene de una expresión francesa o galicismo que apareció en el siglo XIX, que literalmente significa "niño terrible". Siendo este el uso más extendido en la actualidad. Inicialmente también se empleaba con más literalidad, para referirse a un niño insoportable; mimado, caprichoso, travieso, inquieto. 

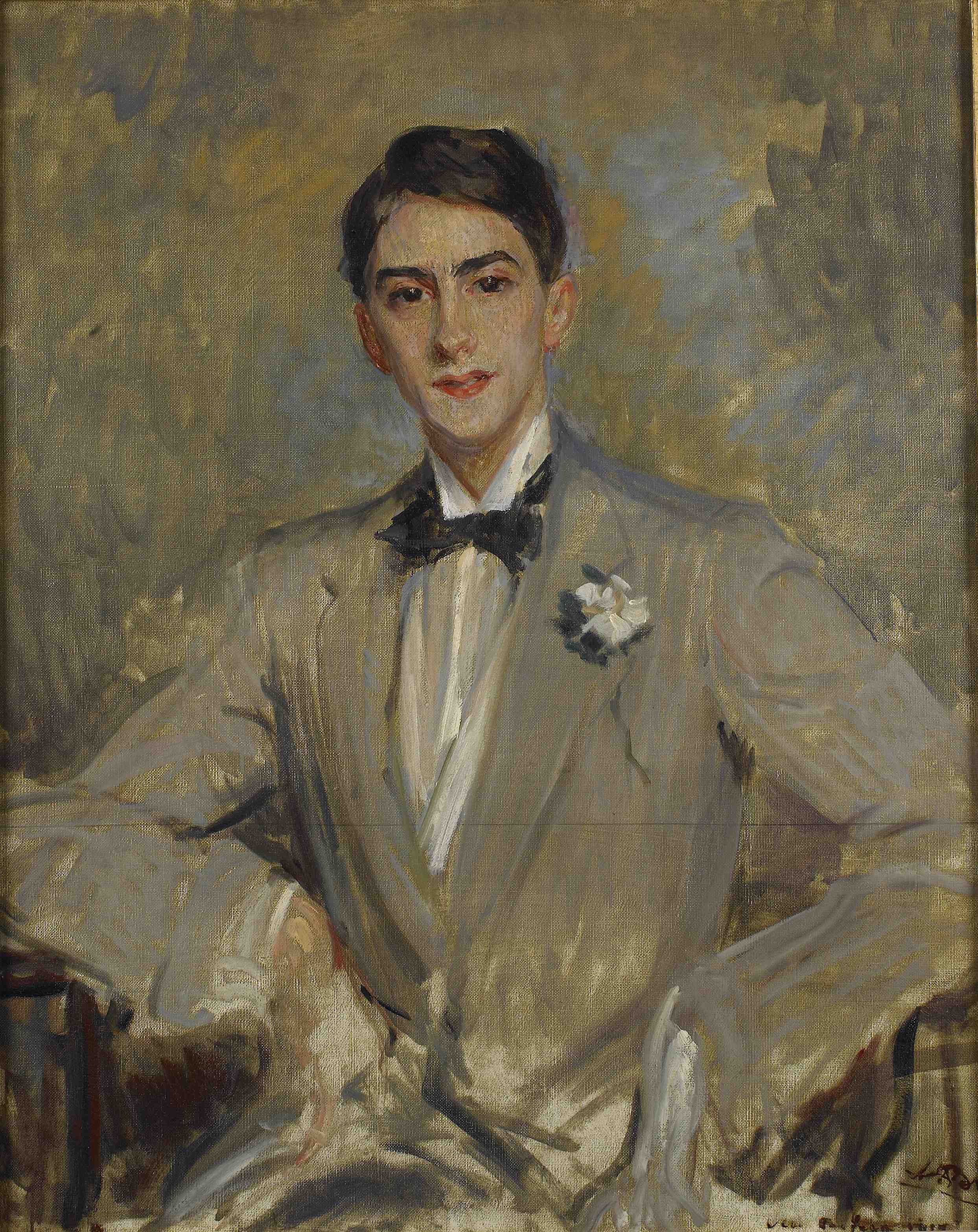
Jacques-Emile Blanche. Retrato de Jean Cocteau, autor de la novela Les Enfants Terribles (1929).

## El origen de la expresión y su estudio

Paul Gavarni (1804-1844). Litografía Serie "Les Enfants Terribles", hacia 1840.

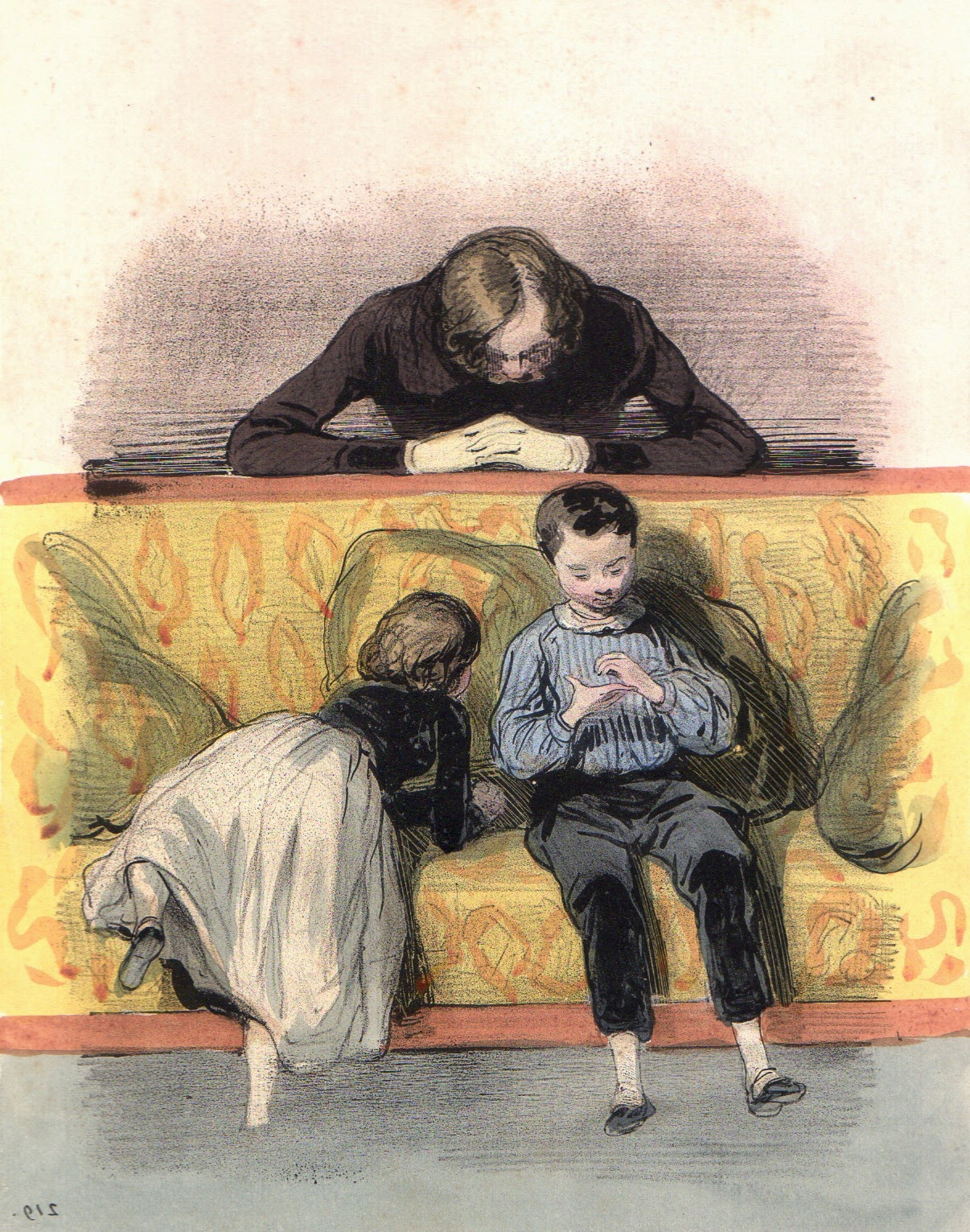
Paul Gavarney. Litografía Serie "Les Enfants Terribles", hacia 1840.

Según el Oxford English Dictionary la expresión apareció en Francia a mediados del siglo XIX, más cercana por entonces a definir la actitud irascible de algunos infantes en cuestión, desde la ilustraciones del caricaturista Paul Gavarni en su serie "Los niños terribles" (en francés: «Les Enfants Terribles», 1838-1842) La expresión empezó a ser más utilizada ya en el siglo XX gracias a la novela «Les Enfants Terribles», generalmente traducido al español como "Niños difíciles" o "Niños horribles", en 1929 por el artista surrealista francés Jean Cocteau. El argumento de esta novela fue revisado por Gilbert Adair y encarnado por Bernardo Bertolucci en la película "Dreamers" en el año 2003.
El diccionario Merriam-Webster señala que inicialmente en el Reino Unido, la expresión se aplicaba exclusivamente a los niños y podía incluirse dentro del vocabulario de los trabajadores contratados que cuidaban a los niños. A mediados del siglo XIX, el término ya ingresó firmemente al idioma inglés y significó en él la imprevisibilidad de los niños que avergonzaron a los adultos. Desde la década de 1930, esta expresión ha tenido un uso mucho más amplio en inglés: cualquiera podría ser un «enfant terrible», independientemente de su edad, si su comportamiento era llamativo y sorpresivo. A finales del siglo XIX, también se publicó una nueva revista satírica  de nombre "Enfant Terrible!". 
En la literatura, la posición excepcional del "infante terrible" junto a los personajes "normales" lo coloca en el centro de la narrativa de muchos cuentos de hadas y aventuras: estos son a menudo los personajes principales del libro en torno al cual se construye toda la trama de la obra literaria. Personajes protagónicos como Tom Sawyer, Dunno o Pinocho. 

## El significado de la expresión
En la actualidad, la expresión se aplica a menudo a personas jóvenes y exitosas, en el campo del arte, la cultura o la moda, al sorprender por sus nuevos enfoques, transgresión y visión rupturistas y no tradicional.  En el Diccionario de Cambridge: "una persona famosa o exitosa que ama sorprender a la gente" . 
En ocasiones, la expresión se usa generalmente en un sentido figurado: una persona (ya adulta, pero que retiene el comportamiento de un niño), que coloca a los demás en una posición incómoda, los confunde con su comportamiento, causa problemas, ansiedad y actitud infantil, caracterizado por un comportamiento provocador y excéntrico. La expresión inicial se basaba en los detalles del comportamiento del niño, caprichoso, mimado e infantil. Como regla, estamos hablando de tal comportamiento que distingue a este niño de sus compañeros. Los psicólogos identifican las causas de tal comportamiento: 1) la necesidad de atención del adulto, 2) la falta de capacidad para comunicarse con los demás, 3) verificar los límites del espacio personal permitido por los adultos para el crecimiento y el desarrollo, 4) "crisis a las edad de tres años" - Es a esta edad, según algunos psicólogos, que la personalidad del niño sufre cambios drásticos, desarrolla una individualidad, una conducta provocativa que se convierte en una forma de autoafirmación , 5) trastorno por déficit de atención e hiperactividad.

## Enfant terrible en diferentes culturas

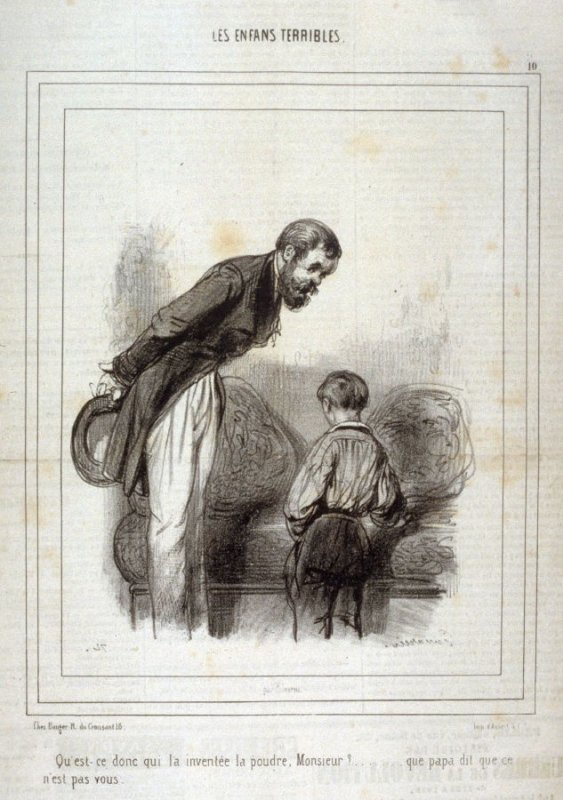
Paul Gavarney. Serie "Les Enfants Terribles" n.º 10, hacia 1840.

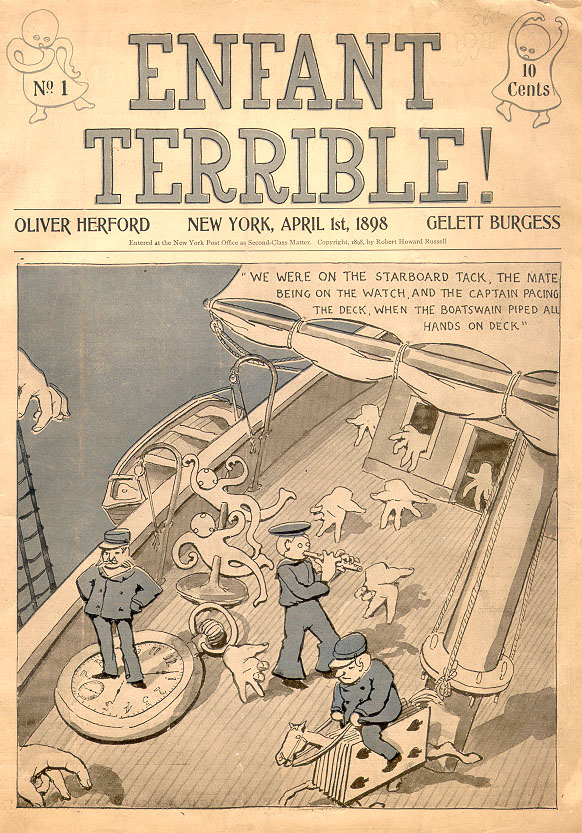
Enfant Terrible! Portada de la revista n.º 1 (1 de abril de 1898).

Desde noviembre de 2013, se ha publicado en Copenhague una revista de arte Enfant terrible, que establece la tarea de mirar el mundo a través de los ojos de un niño, sin filtros.
El "Enfant terrible", también conocido en la literatura científica como "niño insoportable", es un personaje de cuentos de hadas y mitos de muchas culturas de África occidental, por ejemplo, en los idiomas Bamana (en el centro de la parte occidental de la República de Malí ) y Mandinka (en el sur de Gambia) y al este de la República de Guinea, (al oeste de Malí, en la República de Costa de Marfil, Senegal y Guinea-Bissau). Este personaje siempre nace en circunstancias inusuales, y su desarrollo, en cuanto a madurez, lucidez y picaresca, es mucho más rápido que el de la gente común. Las características diferenciadoras de tal niño son poderes sobrenaturales concretos y un comportamiento excéntrico, los «niños terribles», en estas culturas africanas, se caracterizan por un comportamiento agresivo, a menudo destructor, o disposición al suicidio. Dependiendo de las circunstancias, eventualmente pueden regresar al mundo divino del que provienen, o evolucionar a un comportamiento normal y volverse plenamente humanos. Sus acciones, claramente absurdas, según el investigador francés Jacques Chevrier, se interpretan en las mentes de la audiencia como signos de un conocimiento superior.